# Битва над Серетом (1538)
Би́тва над Се́ретом — битва між Молдовським князівством та Королівством Польським. Відбулася 1 лютого 1538 року біля Теребовлі на річці Серет.
Битва відбулась біля міста Теребоволя між 20-тисячною молдавсько-османською армією під командуванням господаря Петру IV Рарешта і 6-тисячною польською армією на чолі з белзьким каштеляном Міколаєм Сенявським та полянецьким каштеляном, рогатинським старостою Анджеєм Тенчинським.
Польське командування діяло без злагоди та зазнало поразки у кількості 900 чоловік вбитими. На цей час це найбільша поразка Польщі у прикордонних конфліктах.
Як наслідок в Молдавське князівство рушили великі сили польської армії з півночі і османів з півдня.